# Ursus arctos lasiotus
L'orso bruno dell'Ussuri (Ursus arctos lasiotus Gray, 1867), detto anche orso bruno dell'Amur, è una sottospecie di orso bruno che vive in Siberia, ad Hokkaidō, in Cina settentrionale e nella valle dell'Amur. È noto anche come grizzly nero a causa del colore nero della pelliccia.

## Descrizione
Ritto sulle zampe posteriori, un orso bruno dell'Amur di medie dimensioni raggiunge un'altezza compresa tra i 2,4 e i 2,5 metri.
I recenti aumenti di dimensioni e peso da parte degli orsi, che raggiunge 400 kg, forse fino a 450 o a 550 kg, sono in gran parte causati dal consumo dei raccolti.
È molto simile all'orso bruno della Kamchatka, sebbene abbia un cranio più allungato, una fronte meno elevata, ossa nasali un po' più lunghe e archi zigomatici meno separati, ed è un po' più scuro di colore, con alcuni individui completamente neri.
Occasionalmente possono raggiungere dimensioni maggiori rispetto alle loro controparti Kamchatkan; il cranio più grande misurato da Sergej Ognew (1931) era solo leggermente più piccolo di quello del più grande orso Kodiak (la più grande sottospecie di orsi bruni) mai registrato all'epoca.

## Distribuzione
L'orso bruno di Ussuri si trova nel Krai di Ussuri , a Sakhalin , nell'Oblast dell'Amur , nelle isole Shantar , nell'isola di Iturup e nell'isola di Kunashir in Siberia , nella Cina nord-orientale , nella penisola coreana e nell'isola di Hokkaidō in Giappone. Fino al XIII secolo, gli orsi abitavano le isole di Rebun e Rishiri , dopo aver attraversato lo stretto di La Pérouse per raggiungerle. Erano presenti anche su Honshu durante l'ultimo periodo glaciale, ma probabilmente sono stati portati all'estinzione dalla competizione con gli orsi neri asiatici o dalla perdita di habitat dovuta ai cambiamenti climatici. Ci sono state diverse ipotesi sull'attraversamento della linea di Blakiston da parte degli orsi bruni; potrebbero esserci tre gruppi genetici, distinti da almeno 3 milioni di anni, che hanno raggiunto Hokkaido via Honshu in tempi diversi,  oppure gli orsi bruni di Hokkaido hanno raggiunto Honshu.
Nell'Heilongjiang sono presenti circa 500-1.500 orsi bruni di Ussuri e sono classificati come popolazione vulnerabile . La caccia e la cattura illegali sono diventate fattori molto seri che contribuiscono al declino del numero di orsi, poiché le loro parti del corpo hanno un alto valore economico.
Cinque sottopopolazioni regionali di orsi bruni di Ussuri sono ora riconosciute a Hokkaido. Di questi, le piccole dimensioni e l'isolamento della sottopopolazione occidentale di Ishikari ne hanno giustificato l'inserimento come specie in via di estinzione nel Red Data Book del Giappone. Si pensa che circa 90-152 orsi bruni dimorino nella regione di Ishikari occidentale e da 84 a 135 nelle montagne Teshio-Mashike. Il loro habitat è stato fortemente limitato dalle attività umane, in particolare le pratiche forestali e la costruzione di strade. La raccolta eccessiva è anche un fattore importante nel limitare la loro popolazione. Nel 2015, la Divisione Biodiversità del governo di Hokkaido ha stimato la popolazione fino a 10.600.
In Russia, l'orso bruno di Ussuri è considerato un animale da caccia, anche se non è così ampiamente cacciato come l'orso bruno eurasiatico.
In Corea, alcuni di questi orsi esistono ancora solo nel Nord, dove questo orso è ufficialmente riconosciuto come monumento naturale dal suo governo. Tradizionalmente chiamato ku'n gom (grande orso), mentre gli orsi neri sono chiamati gom (orso), l'orso bruno di Ussuri si è estinto molti anni fa in Corea del Sud, in gran parte a causa del bracconaggio. In Corea del Nord , le due principali aree di popolazione di orsi bruni includono la provincia di Ja Gang e le montagne Ham Kyo'ng. Quelli di JaGang sono chiamati "RyongLim ku'n gom " (grande orso RyongLim) e sono elencati come monumento naturale n. 124 della Corea del Nord. Gli altri dei monti Hamkyo'ng sono chiamati GwanMoBong Ku'n Gom e sono elencati come monumento naturale n. 330 della Corea del Nord.  Tutti i grandi orsi nella Corea del Nord si trovano principalmente intorno alle zone di punta delle montagne. La loro taglia media varia da 150 kg a 250 kg per gli orsi Ryonglim che si trovano nella zona a sud del monte Injeba'k, fino a 600 kg per quelli che si trovano nella zona a nord del monte Injeba'k.

## Ecologia

### Alimentazione
Sebbene la dieta di un orso bruno di Ussuri sia principalmente vegetariana, essendo un grande predatore è in grado di uccidere qualsiasi preda nel suo habitat. Nel Sikhote Alin , gli orsi bruni di Ussuri fanno la tana principalmente nelle tane scavate nei pendii delle colline, anche se, in rare occasioni, fanno la tana negli affioramenti rocciosi o costruiscono nidi a terra. [ citazione necessaria ] Questi orsi bruni incontrano raramente gli orsi neri di Ussuri , poiché si nascondono ad altitudini più elevate e su pendii più ripidi rispetto a quest'ultima specie. Possono, in rare occasioni, attaccare i loro parenti neri più piccoli.
Mangiano anche bacche dicaprifoglio,tasso,uva dell'Amureolivello spinoso. Nel sud di Sakhalin, la loro dieta estiva consiste inribesearonia. Nel mese di agosto nella parte centrale dell'isola, il pesce costituisce il 28% della loro dieta.
A Hokkaido, la dieta degli orsi bruni comprende piccoli e grandi mammiferi, pesci, uccelli e insetti come le formiche.

## Relazioni con l'uomo
I primi abitanti del Giappone adoravano l'orso, mangiandone la carne e bevendone il sangue nel corso di alcune cerimonie religiose.
L'orso mangiatore di uomini del Giappone, che uccise molte persone nelle imponenti montagne dell'Hokkaidō, che è la casa degli orsi ancora numerosi, era un orso bruno dell'Amur.
In Giappone esiste un'altra sottospecie dell'orso bruno, l'Ursus arctos yesoensis, ed un'altra specie, l'Ursus thibetanus.
Oltre all'uomo l'unico altro nemico dell'orso è la Tigre siberiana, che tuttavia si ciba solo di esemplari giovani, femmine (non molto grandi) e maschi vecchi, malati, deboli e feriti fino al peso di 380 kg (infatti i maschi adulti sani vengono sempre evitati).
Il Leopardo dell'Amur preda invece solo i cuccioli (visto la taglia del felino troppo piccola per sopraffare anche solo una femmina adulta).